# RS-807
Pour les articles homonymes, voir Route 807.
La RS 807 est une route locale du Sud-Ouest de l'État du Rio Grande do Sul qui relie la RS-630 au district Santa Brigida de la municipalité de São Gabriel. Elle est longue de 0,970 km.